# Liste des arrêts de la Cour suprême des États-Unis, volume 493
Ceci est une liste des arrêts de la Cour suprême des États-Unis du volume 493 de l’United States Reports (1989-1990) :

## Liste
- Terrell v. Morris, 493 U.S.  1 (1989) (per curiam)
- White v. United States, 493 U.S.  5 (1989) (per curiam)
- Northbrook Nat. Ins. Co. v. Brewer, 493 U.S.  6 (1989)
- Hallstrom v. Tillamook County, 493 U.S.  20 (1989)
- Michigan Citizens for Independent Press v. Thornburgh, 493 U.S.  38 (1989) (per curiam)
- Chesapeake & Ohio R. Co. v. Schwalb, 493 U.S.  40 (1989)
- United States v. Sperry Corp., 493 U.S.  52 (1989)
- Breininger v. Sheet Metal Workers, 493 U.S.  67 (1989)
- Golden State Transit Corp. v. Los Angeles, 493 U.S.  103 (1989)
- Pavelic & LeFlore v. Marvel Entertainment Group, Div. of Cadence Industries Corp., 493 U.S.  120 (1989)
- United States v. Goodyear Tire & Rubber Co., 493 U.S.  132 (1989)
- John Doe Agency v. John Doe Corp., 493 U.S.  146 (1989)
- Hoffmann-La Roche Inc. v. Sperling, 493 U.S.  165 (1989)
- University of Pennsylvania v. EEOC, 493 U.S.  182 (1990)
- Commissioner v. Indianapolis Power & Light Co., 493 U.S.  203 (1990)
- FW/PBS, Inc. v. Dallas, 493 U.S.  215 (1990)
- Spallone v. United States, 493 U.S.  265 (1990)
- James v. Illinois, 493 U.S.  307 (1990)
- Franchise Tax Bd. of Cal. v. Alcan Aluminium Ltd., 493 U.S.  331 (1990)
- Dowling v. United States, 493 U.S.  342 (1990)
- Guidry v. Sheet Metal Workers Nat. Pension Fund, 493 U.S.  365 (1990)
- Jimmy Swaggart Ministries v. Board of Equalization of Cal., 493 U.S.  378 (1990)
- W. S. Kirkpatrick & Co. v. Environmental Tectonics Corp., Int'l, 493 U.S.  400 (1990)
- FTC v. Superior Court Trial Lawyers Assn., 493 U.S.  411 (1990)
- Tafflin v. Levitt, 493 U.S.  455 (1990)
- Holland v. Illinois, 493 U.S.  474 (1990)
- Sullivan v. Zebley, 493 U.S.  521 (1990)
- Baltimore City Dept. of Social Servs. v. Bouknight, 493 U.S.  549 (1990)

## Source
- (en) Cet article est partiellement ou en totalité issu de l’article de Wikipédia en anglais intitulé « List of United States Supreme Court cases, volume 493 » (voir la liste des auteurs).